# Sedum compressum
Sedum compressum är en fetbladsväxtart som beskrevs av Joseph Nelson Rose. Sedum compressum ingår i Fetknoppssläktet som ingår i familjen fetbladsväxter. Inga underarter finns listade i Catalogue of Life.

## Bildgalleri

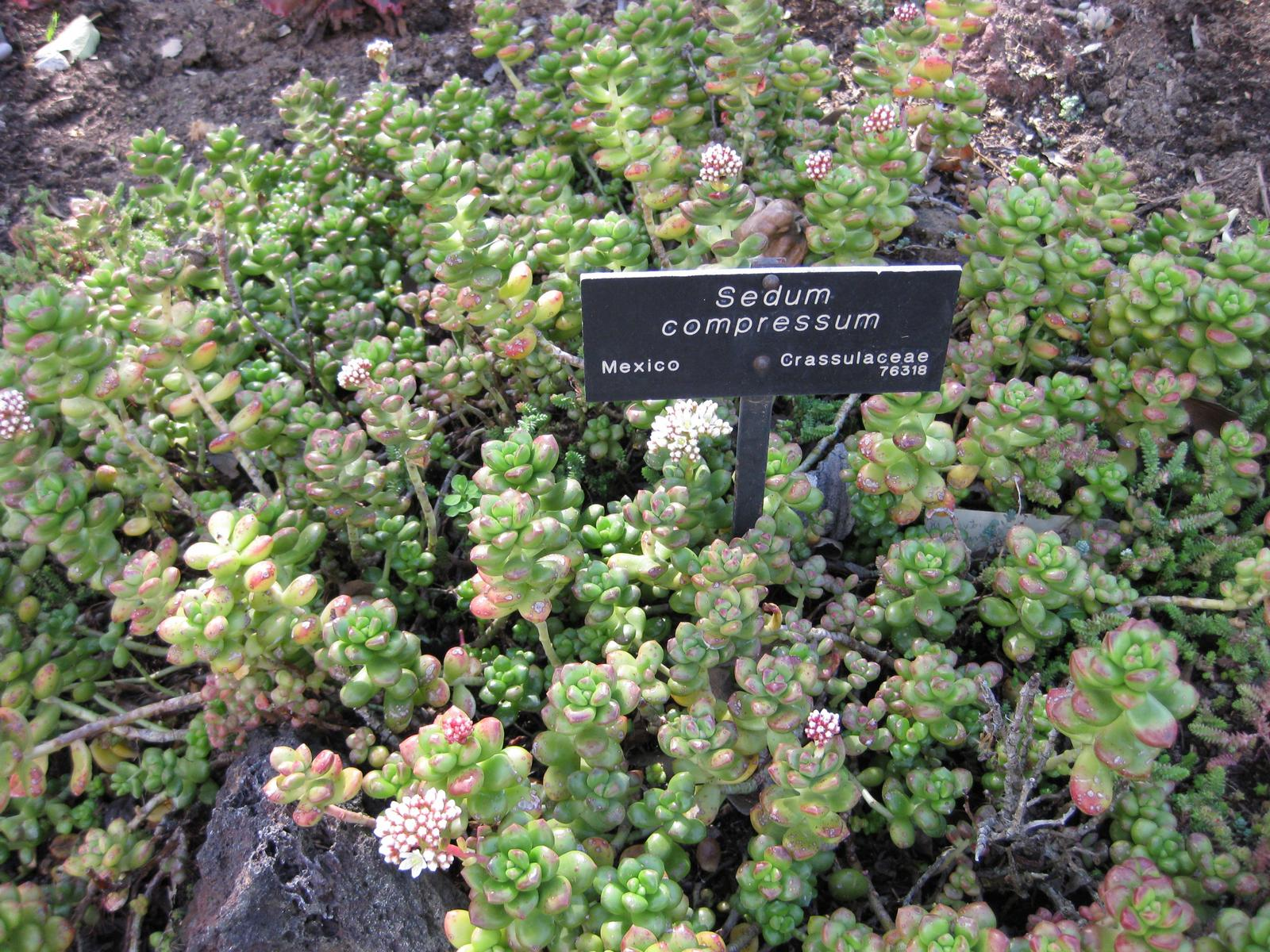
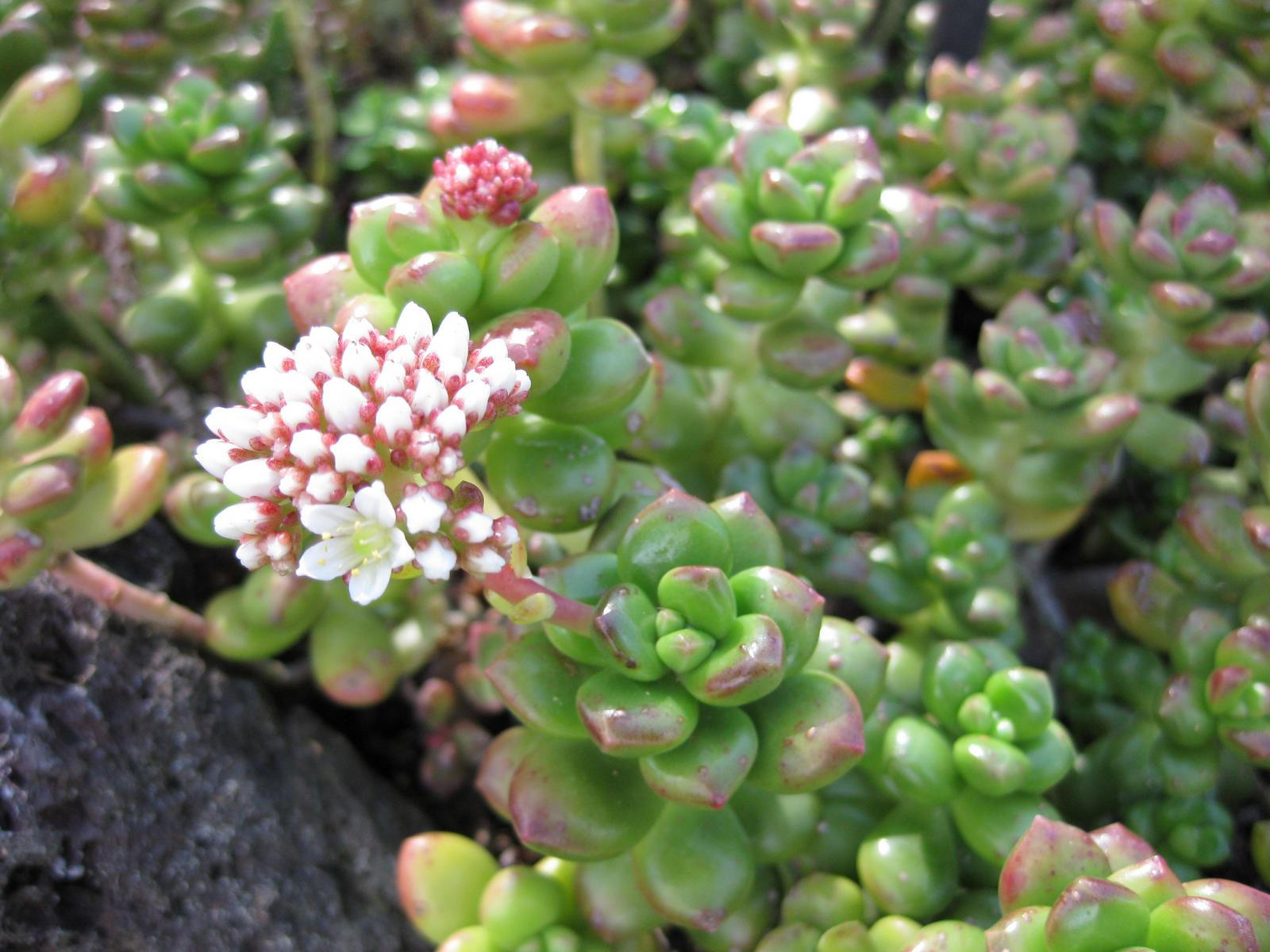
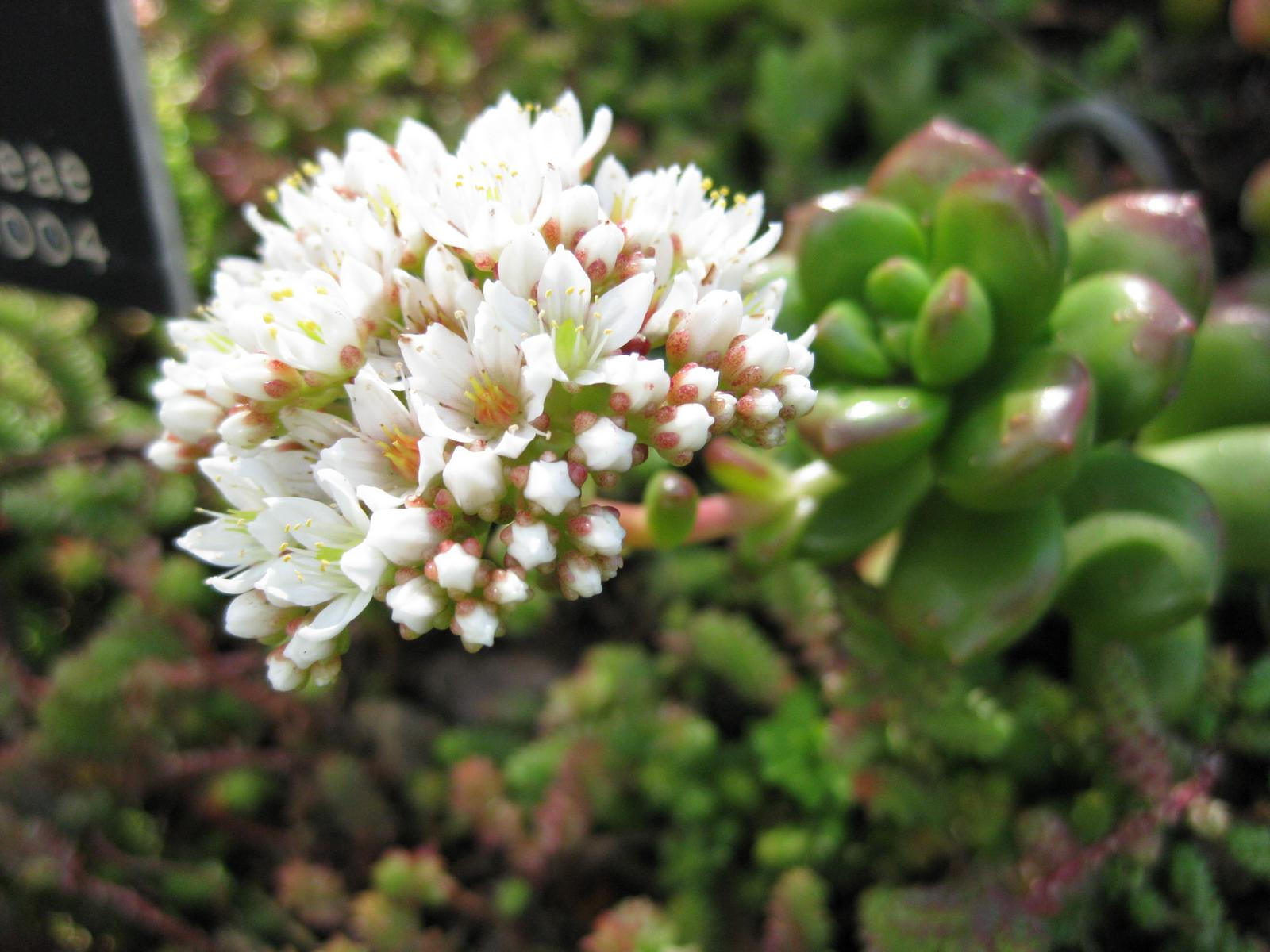